# كيتي براون
كيتي براون (بالإنجليزية: Kitty Brown)‏ هي كاتبة غنائية أمريكية، (ولدت في نيويورك في الولايات المتحدة أكتوبر 1899  م).

## وصلات خارجية
- كيتي براون على موقع ميوزك برينز (الإنجليزية)
- كيتي براون على موقع ديسكوغز (الإنجليزية)